# Оґура Такафумі
Такафумі Оґура (яп. 隆史 小倉; нар. 6 липня 1973, Судзука, Японія) — колишній японський футболіст, що грав на позиції нападника. По завершенні ігрової кар'єри — тренер.
Виступав за національну збірну Японії.

## Клубна кар'єра
У дорослому футболі дебютував 1992 року виступами за команду клубу «Нагоя Грампус», в якій провів сім сезонів, взявши участь у 90 матчах чемпіонату.
Згодом з 1993 по 2002 рік грав у складі команд клубів «Ексельсіор», «ДЖЕФ Юнайтед», «Токіо Верді» та «Консадолє Саппоро».
2003 року перейшов до клубу «Ванфоре Кофу», за який відіграв 2 сезони. Більшість часу, проведеного у складі «Ванфоре Кофу», був основним гравцем атакувальної ланки команди. Завершив професійну кар'єру футболіста виступами за цей клуб 2005 року.

## Виступи за збірну
1994 року дебютував в офіційних матчах у складі національної збірної Японії. Протягом кар'єри у національній команді, яка тривала усього 1 рік, провів у формі головної команди країни 5 матчів, забивши 1 гол.

## Кар'єра тренера
Розпочав тренерську кар'єру, повернувшись до футболу після тривалої перерви, 2016 року, очоливши тренерський штаб клубу «Нагоя Грампус». Наразі досвід тренерської роботи обмежується роком у цьому клубі.